# Chinese vernisboom
De Chinese vernisboom (Koelreuteria paniculata), gele zeepboom, lampionboom, koelruit of blazenboom is een boom die behoort tot de zeepboomfamilie (Sapindaceae). De soort wordt in parken en langs straten aangeplant. Het geslacht waartoe de boom behoort is vernoemd naar Joseph Gottlieb Kölreuter. De boom komt van nature voor in Azië, China en Korea. De geroosterde zaden zijn eetbaar.

## Beschrijving

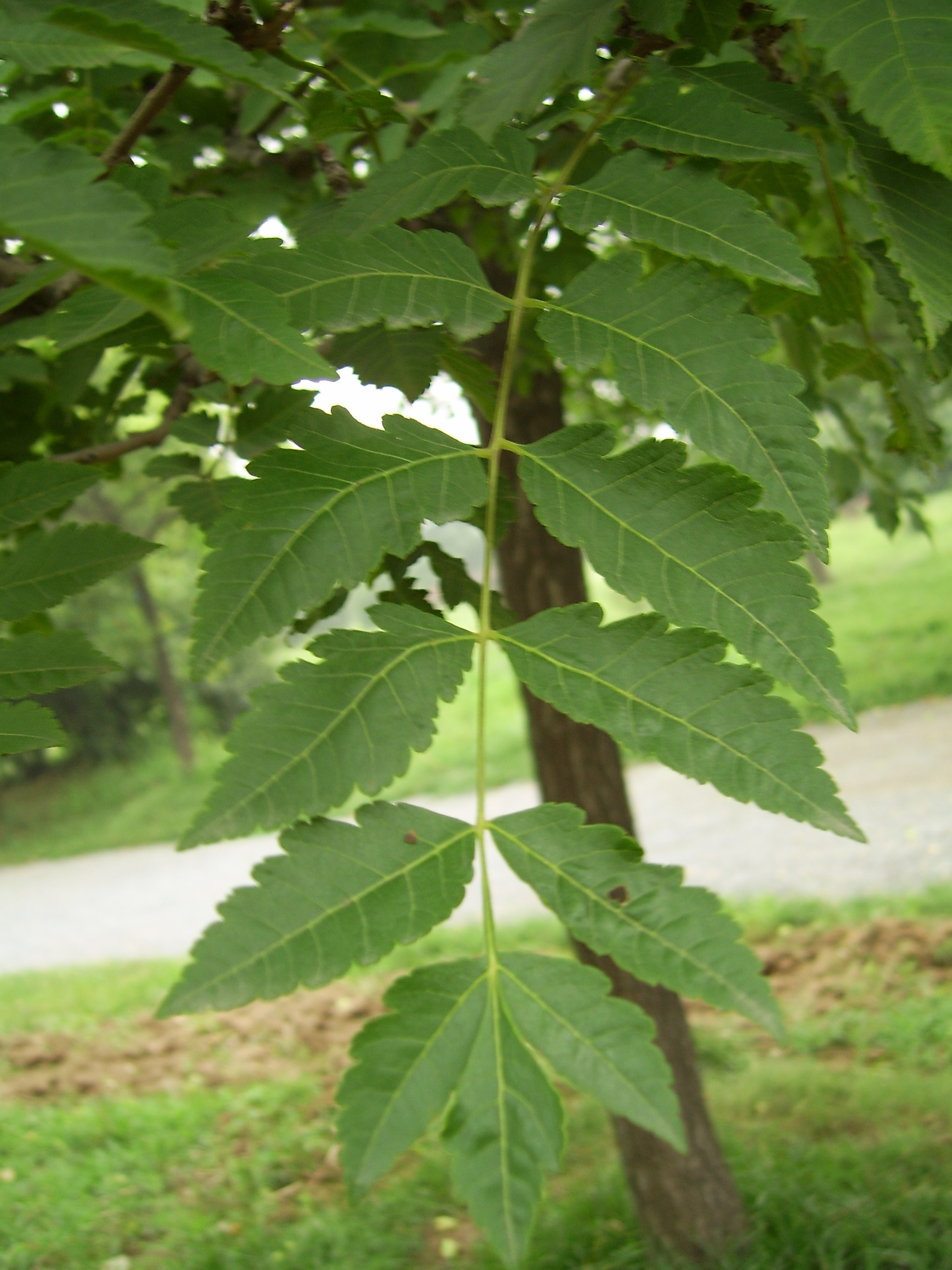
Blad van var. paniculata

De boom kan tot 17 m hoog worden, maar wordt meestal niet hoger dan 7 m en heeft een ronde, open kroon. Het samengestelde, onevengeveerde blad is 15-40 cm lang en heeft zeven tot vijftien blaadjes. Deze blaadjes zijn 3-8 cm lang en hebben een diep gekartelde bladrand. De jonge bladeren zijn roodgroen en worden later groen. De herfstkleur van het blad is geel.
De boom bloeit in augustus en september met gele bloemen, die in een 20-40 cm lange pluim staan.
De opgeblazen vrucht heeft een bladachtig uiterlijk en is 3-6 cm lang en 2-4 cm breed. De groene kleur verandert in de herfst bij het rijp worden in oranje tot roze. Het donkerbruine tot zwarte zaad is 5-8 mm groot.

## Variëteiten
Er zijn twee variëteiten:
- Koelreuteria paniculata var. paniculata, die voorkomt in Noord- en Centraal-China en Korea. Deze variëteit heeft enkelvoudig samengestelde bladeren.
- Koelreuteria paniculata var. apiculata (Rehder & E.H.Wilson) Rehder (synoniem: Koelreuteria apiculata), die voorkomt in West-China (Sichuan) en in Centraal-China. Deze variëteit heeft grotere bladeren die meestal dubbelgeveerd zijn.

## Cultivars
Er zijn verscheidene cultivars, waarvan de cultivar 'Fastiagata' een rechtopgaande groeiwijze heeft en niet breder dan 1 m wordt. De cultivar 'September Gold' bloeit aan het eind van de zomer.